# جواز سفر توفالو
جواز سفر توفالو هو وثيقة السفر الدولية التي يتم إصدارها لمواطني توفالو.

## متطلبات التأشيرة
اعتبارًا من 20 ديسمبر 2020 كان لدى مواطني توفالو تأشيرة إمكانية الدخول إلى 127 دولة وإقليم بدون تأشيرة أو تأشيرة عند الوصول، مما جعل جواز سفر توفالو يحتل المرتبة 45 من حيث حرية السفر وفقًا لمؤشر هينلي لجوازات السفر. وقعت توفالو اتفاقية متبادلة للإعفاء من التأشيرة مع دول منطقة شنغن في 1 يوليو 2016.

## روابط خارجية
- جواز سفر توفالو
- طريقة إصدار جواز سفر توفالو
- بيانات جواز سفر توفالو

‌